# Castell de la Llavinera
El castell termenat de la Llavinera es trobaria a La Llavinera, entitat de població del municipi de Sant Pere Sallavinera, en el lloc que ocupa actualment una casa anomenada «el Castell».

## Història
Les primeres notícies sobre el terme es troben en la donació que l'any 1015 feu el bisbe Borrell de Vic al levita Guillem d'Oló del lloc de la Sagarra; en les afrontacions del lloc hi figura el terme de la Llavinera («Lavineria»). El domini eminent del castell es trobava en poder dels bisbes de Vic que l'infeudaren a la família Cervera i els castlans en foren inicialment els Rocafort dels quals procedeixen les primeres notícies del castell.
L'any 1022, Randulf, ardiaca de Vic, deixà testament el castell al seu fill Sunyer Randulf i aquest el deixà al seu germà Ot Randulf el 1050. Els Rocafort figuren documentats com a castlans durant la resta del segle xi. El domini dels bisbes de Vic i dels Cervera es documenta a partir de l'any 1064 quan, el bisbe de Vic Guillem de Balsareny i el seu nebot i successor Berenguer Seniofred de Lluçà feren un conveni amb Hug Dalmau de Cervera i la seva muller Adalendis infeudant-los els castells d'Aguilar de Segarra i la Llavinera. El Cervera continuaren mantenint el domini del castell com a feudataris dels bisbes osonencs. La darrera confirmació del domini dels Cervera es troba en el testament de Ramon de Cervera l'any 1182. En els anys immediats, la propietat passa a Ramon de Boixadors si bé la capacitat jurisdiccional superior pertanyia al rei. Així, la disputa entre els veguers de Cervera i Manresa per incloure-hi Llavinera, que es prolongà fins al 1311, fou resolta per Jaume II que l'assignà a Manresa. Durant tot aquest període els Boixadors continuen com a senyors del castell i el terme de Llavinera. El 1381 l'infant i primogènit Joan concedeix la plena jurisdicció a Ramon de Boixadors sobre Llavinera i Sant Mateu.
A més dels Rocafort, els quals més que uns castlans serien uns feudataris, es coneix l'existència de la família Llavinera, castlans del castell. Ponç de Llavinera és documentat entre els anys 1144 i 1159. El 1170 un Ramon de LLavinera. El 1185, una Dolça de Llavinera. El 1207, un Llobet de Llavinera. Coetàniament, es troba documentat un Pere Carbonell, vicari del castell de Llavinera qui segurament devia exercir funcions delegades, diferents de les militars encarregades als castlans.

## Arquitectura
Al lloc de l'antic castell de Llavinera es va formar l'actual poble. En algunes cases han aparegut vells capitells que podrien pertànyer al castell i es creu que se'n podrien conservar algunes restes als baixos d'algunes cases del nucli, alçades sobre antigues estructures de la fortalesa.